# Joel Parkinson
Joel Parkinson (10 de abril de 1981) es un surfista australiano.

## Carrera profesional
Joel Parkinson pertenece a la gran generación de surfistas australianos, junto a Mick Fanning.
Campeón del Mundo Juvenil en Australia, Parkinson consiguió la victoria en Billabong Pro J-Bay con 17 años y debutó en 2001 en el ASP World Tour, terminando en el puesto 21. Durante el reinado de Andy Irons en el WCT, y con Slater en la sombra, Joel Parkinson se convirtió en el rival a batir para Irons durante 3 años. En 2004 tuvo su primer hijo y estableció su residencia en Coolangatta.
Lleva acumulados 651.075 dólares en premios por sus victorias en los eventos del ASP World Tour.

## Victorias
A continuación, el desglose de sus victorias en los eventos de cada año:
- 2012

- Campeonato mundial de surf
- 2009

- Rip Curl Pro Bells Beach, Bells Beach, Australia

- Quiksilver Pro , Gold Coast, Australia

- Billabong Pro , J-bay, Sudáfrica
- 2006

- Quiksilver Pro France - France 
- 2004

- Boost Mobile Pro, Trestles, California - Estados Unidos

- Rip Curl Pro Bells Beach, Victoria - Australia
- 2002

- Rip Curl Cup, Sunset Beach, Oahu - Hawái

- Quiksilver Pro Gold Coast, Queensland - Australia 
- 1999

- Billabong Pro Jeffrey’s Bay - Sudáfrica
Victorias fuera del Foster's ASP World Tour (sólo los últimos 2 años):
- 5 ASP WQS

- 2 Billabong ASP World Junior Championships